# World of Warcraft, el juego de tablero
World of Warcraft, el juego de tablero (World of Wacraft: The Boardgame en inglés) es un juego de tablero basado en el popular MMORPG World of Warcraft. El juego fue diseñado y publicado en Estados Unidos por Fantasy Flight Games (editores de otros juegos populares como Doom, el juego de tablero y Descent: Viaje a las tinieblas). En España e Hispanoamérica el juego ha sido traducido al castellano y publicado por Devir Iberia. En la actualidad el juego ya no se edita, ni siquiera en su versión original en inglés ni en castellano y solo se consiguen copias nuevas que hayan quedado en stock o copias usadas.

## Descripción General
En World of Warcraft: el juego de tablero, los jugadores toman los roles de varios personajes como cazadores o brujos de las facciones Alianza o la Horda. Durante el juego, los jugadores se aventuran a través del continente de Lordaeron, ganando experiencia tanto como nuevos ítems y habilidades. El objetivo final del juego es derrotar a un poderoso "Señor Supremo".
El juego base está armado para jugarse por treinta turnos; al final de ese tiempo, si el Señor Supremo no fue derrotado, el juego se decide por una batalla jugador contra jugador entre las dos facciones. Sin embargo, la expansión The Burning Crusade cambia el final del juego, poniendo como única condición para finalizar el juego derrotar al Señor Supremo.
A diferencia de la mayoría de juegos de este tipo, el juego es (usualmente) cooperativo entre los miembros de cada facción, siendo que la victoria es conseguida colectivamente por todos los miembros de una facción.

## Recepción
Mientras que World of Warcraft, el juego de tablero realiza un sólido esfuerzo para impartir del sabor y sensación del MMORPG al juego de tablero, esto no se logra sin un costo.
Un crítico notó que, a pesar de realmente haberle gustado el juego, el alto precio (que rondaba los 70 dólares en EE. UU. y 85 euros en España), enorme tamaño físico y el largo de las partidas (4+ horas) eran definitivamente contras.
Otro sintió que aunque la complejidad del juego proveía de una curva de aprendizaje elevada, también mejoraba enormemente su rejugabilidad (asumiendo estén disponibles amigos que puedan pasar la cantidad de horas requeridas jugando).
Muchos jugadores remarcaron como los jugadores de la Alianza y la Horda casi nunca intercatúan durante las partidas jugadas resultando en la jugabilidad tomando una sensación de "solitario múltiple". Otras quejas incluyeron la cantidad de tiempo "muerto" durante el turno de los jugadores de la otra facción (ya que los turnos son intercalados entre ambas facciones, no simultáneos).

## Expansiones
Dos expansiones han sido creadas para el juego : Shadow of War y The Burning Crusade, todavía no editadas en español.
Shadow of War principalmente agregó misiones para las criaturas independientes azules, poderes y talentos nuevos para todas las clases y «Cartas de Destino» que modifican temporalmente el juego, mientras que The Burning Crusade incrementó los niveles de los personajes a seis, agregó dos razas nuevas (elfos de sangre y draenei), tipos nuevos de criaturas, criaturas púrpura (que actúan como los más poderosos), mazmorras e introdujo una nueva región al juego con su propio tablero llamada Outland («Terrallende»). Ambas expansiones agregan ítems, eventos y misiones nuevas. Una tercera expansión, llamada Scions of Darkness, era listada como "Disponible Próximamente" antes de que Fantasy Flight Games rediseñara su sitio web y quitara todos los anuncios de los próximos productos.
Además, hay una mini-expansión limitada llamada BlizzCon Epic Armor Pack que trae sets de armaduras épicas extras para las 9 clases.
Las miniaturas de los personajes jugables, que están hechas de plástico, eran reemplazables por miniaturas opcionales de bronce del mismo tamaño. Estas también fueron incluidas en la Edición Limitada que podía ser pre-ordenada (pre-comprada) antes de que el juego fuera lanzado, aunque pocas diferencias existen entre esas miniaturas de bronce y las de plástico.